# Final del individual masculino del Campeonato de Wimbledon 2007
La Final del individual masculino del Campeonato de Wimbledon 2007 fue el partido de tenis disputado en la ronda final del torneo masculino de Wimbledon que enfrentó al número 1 y cuatruple campeón defensor Roger Federer contra el número 2 del mundo Rafael Nadal. El encuentro finalizó con victoria de Federer en cinco sets después de 3 horas y 45 minutos.
Una vez finalizado el duelo, fue considerado casi universalmente como la mejor final de Wimbledon desde el Borg–McEnroe de 1980.

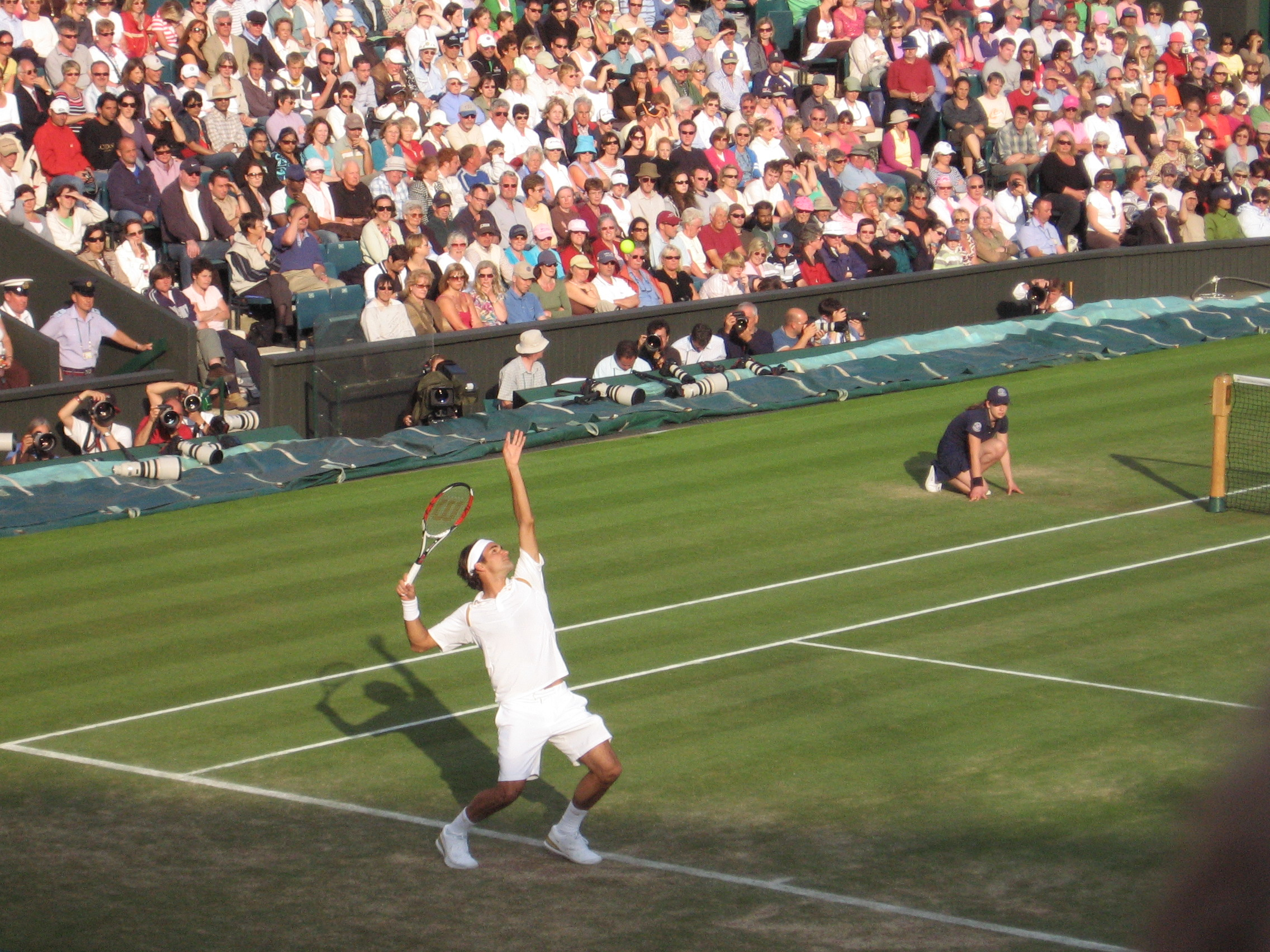
Federer sacando durante Wimbledon 2007.

## Antecedentes
Roger Federer y Rafael Nadal tienen una rivalidad histórica que muchos consideran como la más grande en la historia del tenis. Cuando ingresaron al Campeonato de Wimbledon 2007, los habían ganado los últimos 9 torneos consecutivos de Grand Slam.
La final de Wimbledon 2007 fue una revancha de la final del Campeonato del año anterior. Federer no solo había ganado ese partido, sino que logró coronarse campeón de Wimbledon por cuarto año consecutivo y también estaba buscando igualar el récord de Björn Borg de cinco Wimbledon consecutivos.
Nadal, por otro lado, acababa de ganar por tercera vez consecutiva Roland Garros y estaba tratando de lograr el doblete Roland Garros-Wimbledon. Además, Nadal había negado a Federer completar el Grand Slam Carrera, y convertirse en el primer hombre desde 1968 en ganar los cuatro Grand Slams de manera consecutiva.
La previa y especulación que precedió al partido fue enorme porque, aunque Federer fuera el cuatro veces campeón defensor, Nadal llegaba con un H2H positivo de 8-4.

## Resumen del partido
El juez de silla fue Carlos Ramos de Portugal.
Federer comenzó quebrando de entrada en el primer set, pero el parcial se decidió en un tiebreak memorable que Federer se llevó por un ajustado 9–7. Nadal equilibró la balanza en el segundo set, quebrando el saque de Federer en el décimo juego para llevarse el set 6–4.
Ninguno de los jugadores pudo quebrarse en el tercer set que vio 12 break points salvados antes de que Federer ganara el tiebreak y liderará el marcador 2 sets a 1. Nadal sorprendió a muchos al empezar con una ventaja de 4-0 en el cuarto set, y después, cerró el set 6-2.
El set final fue un asunto dramático con Nadal no logrando convertir 4 puntos de quiebre en el tercer y quinto juego que le habrían dado un break tempranero y decisivo para el desenlace del partido. Federer subió el nivel en la última parte del set, quebrándole su servicio a Nadal en el sexto y octavo game para cerrar el partido 6–2.

## Estadísticas
| Category                                 | Federer     | Nadal       |
| ---------------------------------------- | ----------- | ----------- |
| 1.er servicio %                          | 71%         | 70%         |
| Aces                                     | 24          | 1           |
| Doble Faltas                             | 3           | 2           |
| Ganadores                                | 65          | 50          |
| Errores no forzados                      | 34          | 24          |
| Ganadores-EnF                            | +31         | +26         |
| Puntos ganados con el 1.er servicio %    | 71%         | 68%         |
| Puntos ganados con el segundo servicio % | 62%         | 57%         |
| Puntos ganados restando                  | 35%         | 31%         |
| Break Point                              | 3/8 (37%)   | 4/11 (36%)  |
| Subidas a la red                         | 30/51 (59%) | 18/26 (69%) |
| Total puntos ganados                     | 165         | 158         |

## Post partido

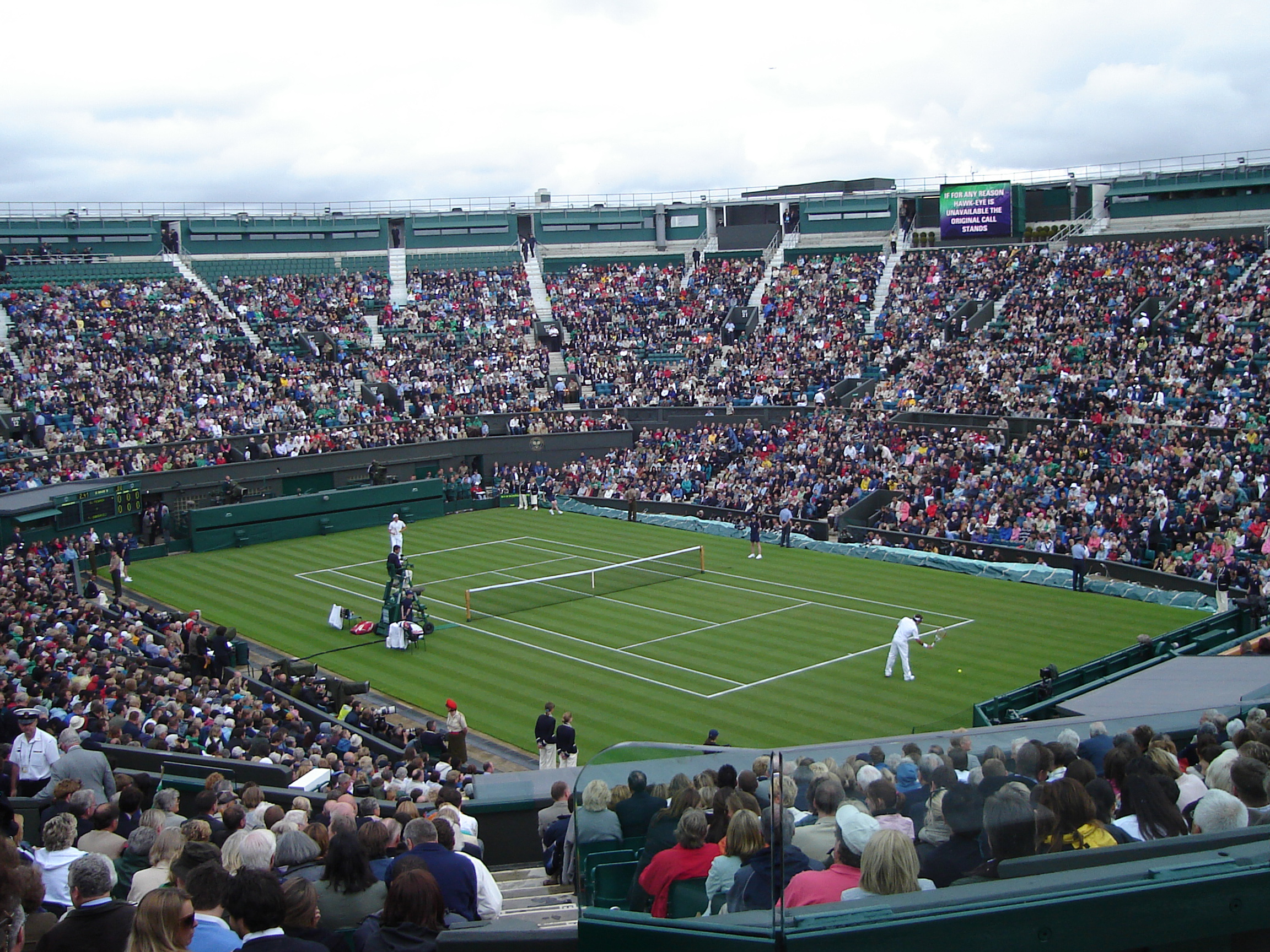
El Court Central sin techo ya que las primeras etapas de construcción del techo estaban en desarrollo.

Este partido fue histórico ya que Federer igualó el récord de 5 Wimbledon consecutivos de Björn Borg. Debido a este registro, Borg regresó al All England Club por primera vez en muchos años para presenciar la final de Wimbledon. La victoria también hizo que Federer empatará a Borg y Rod Laver con 11 títulos de Grand Slam, dejándolo solo a 3 Pete Sampras en su búsqueda para lograr el récord de Grand Slam en la Era Abierta.
Esta fue la primera final de Wimbledon en utilizar el sistema de tecnología llamada Ojo de halcón. Esta fue también la primera vez que Federer o Nadal habían jugado un quinto set en una final de Grand Slam. También jugarían entre sí cinco sets en la final del año siguiente, que Nadal ganó el que muchos consideran el mejor partido de la historia. Nadal también venció a Federer en cinco sets en el Abierto de Australia 2009, y Federer venció a Nadal en cinco sets en la final del Abierto de Australia 2017.
Debido a la construcción de un nuevo techo retráctil, esta fue la única final de Wimbledon que se jugó sin la fachada superior que se había eliminado.

## Relacionados
- Final del individual masculino del Campeonato de Wimbledon 2008
- Final del individual masculino del Abierto de Australia 2012
- Final del individual masculino del Abierto de Australia 2017